# Campionat d'Europa de Futbol sub-23 de la UEFA 1972
El Campionat d'Europa de Futbol sub-23 1972 dura dos anys (1970-1972).

## Fase final

### Quarts de final
| Selecció núm.1 | Resultat global | Selecció núm.2 | Anada | Tornada            |
| -------------- | --------------- | -------------- | ----- | ------------------ |
| Dinamarca      | 2:5             | Grècia         | 2:0   | 0:5                |
| Bulgària       | 4:2             | Països Baixos  | 2:2   | 0:0 (2:0 desempat) |
| Suècia         | 1:4             | Txecoslovàquia | 0:1   | 1:3                |
| URSS           | 7:2             | Alemanya       | 3:1   | 0:0                |

### Semi-finals
| Selecció núm.1 | Resultat global | Selecció núm.2 | Anada | Tornada |
| -------------- | --------------- | -------------- | ----- | ------- |
| Txecoslovàquia | 4:1             | Grècia         | 2:0   | 2:1     |
| URSS           | 7:3             | Bulgària       | 4:0   | 3:3     |

### Final
| Selecció núm.1 | Resultat global | Selecció núm.2 | Anada | Tornada |
| -------------- | --------------- | -------------- | ----- | ------- |
| URSS           | 5:3             | Txecoslovàquia | 2:2   | 1:3     |

## Resultat
| Guanyadors del Campionat d'Europa de Futbol sub-23 de la UEFA 1972 · Txecoslovàquia · 1r Títol |